# Olga Kaniskinová
Olga Nikolajevna Kaniskinová (rusky Ольга Николаевна Каниськина; * 19. ledna 1985) je bývalá ruská atletka, která se věnovala sportovní chůzi. Její hlavní disciplínou je chůze na 20 km, ve které v roce 2007 vyhrála mistrovství světa a o rok později olympiádu..

## Kariéra
V roce 2005 si došla pro stříbrnou medaili na mistrovství Evropy do 23 let v německém Erfurtě. O rok později získala stříbro na evropském šampionátu v Göteborgu. V roce 2007 se v japonské Ósace stala mistryní světa v chůzi na 20 km v čase 1:30:09, druhá v soutěži Ruska Taťána Šemjakinová ztratila 33 sekund. Její první účast na letních olympijských hrách 2008 skončila v Pekingu ziskem zlaté medaile, když v dešti prošla cílem v čase 1:26:31.
Na mistrovství světa v atletice 2009 v Berlíně došla do cíle jako první, když postupně navyšovala náskok na soupeřky. Irka Olive Loughnaneová prošla jako druhá se ztrátou 49 sekund. V roce 2010 došla na mistrovství Evropy v Barceloně v čase 1:27:44 do cíle závodu na 20 kilometrů chůze jako první. Na mistrovství světa v atletice 2011 v Tegu došla opět do cíle jako první, když o 18 sekund porazila druhou Číňanku Liou Chung.
Na Letních olympijských hrách v Londýně v roce 2012 obsadila druhé místo za vítěznou krajankou Jelenou Lašmanovovou, i když byla na všech mezičasech první. Zatímco Lašmanovová překonala světový rekord časem 1:25:02, Kaniskinová za ní zaostala jen o sedm sekund.
Na podzim roku 2013 oficiálně vyhlásila konec kariéry.

### Doping
V lednu 2015 ruská antidopingová agentura RUSADA objevila nesrovnalosti v jejím biologickém pasu a potrestala ji spolu se Sergejem Kirďapkinwm, Valerijem Borčinam a dvěma další chodci. Následně odstoupil Valentin Maslakov z funkce šéftrenéra atletické reprezentace.
V roce 2016 byl její trest za doping zpřísněn a chodkyně tak přišla o tituly a medaile ze dvou světových šampionátů (2009 a 2011), mistrovství Evropy v roce 2010 i olympijských her 2012.

## Osobní rekordy
- 10 km chůze – 41:42 – 30. května 2009, Krakov
- 20 km chůze – 1:24:56 – 28. února 2009, Adler